# (1539) Borrelly
(1539) Borrelly – planetoida z grupy pasa głównego asteroid okrążająca Słońce w ciągu 5 lat i 217 dni w średniej odległości 3,15 au. Została odkryta 29 października 1940 roku w Observatoire de Nice przez André Patry. Nazwa planetoidy pochodzi od Alphonsea Borrelly'ego (1842-1926), francuskiego astronoma. Przed nadaniem nazwy planetoida nosiła oznaczenie tymczasowe (1539) 1940 UB.